# Epicatonia
× Epicatonia, (abreviado Epctn) en el comercio, es un híbrido intergenérico entre los géneros de orquídeas Broughtonia × Cattleya × Epidendrum. Fue publicado en Orchid Rev. 86(1016, cppo): 8 (1978).